# Брюхов, Александр Сергеевич
Александр Сергеевич Брюхов (7 [19] марта 1874, Валово, Ковардицкая волость, Муромский уезд — 20 марта 1945, Ленинское, Тамбовская область) — русский дворянин из рода Брюховых, последний муромский уездный предводитель дворянства (1905—1917), статский советник (1916).

## Биография
16 января 1899 года окончил полный курс Московского сельскохозяйственного института со званием агронома первого разряда. 2 августа 1899 года получил назначение кандидата к земским начальникам при Муромском уездном суде. В январе 1900 года был избран кандидатом на должность депутата Владимирского губернского дворянского депутатского собрания от Муромского уезда. 30 сентября 1900 года стал членом Муромской уездной земской управы. 8 февраля 1902 года указом владимирского губернатора Н. М. Клингенберга был утверждён в должности депутата дворянства по Муромскому уезду. 17 января 1903 года вновь был избран на ту же должность. С 27 ноября 1903 года по 8 октября 1904 год вторично избрался в члены Муромской уездной земской управы. 20 декабря 1905 года в связи с назначением муромского предводителя дворянства М. А. Подседлевича могилёвским вице-губернатором, А. С. Брюхов вступил в исправление должности предводителем дворянста в Муромском уезде. 17 января 1906 года на очередном дворянском губернском собрании официально возглавил муромское дворянство и стал его предводителем. Этот пост он занимал вплоть до 1917 года.
27 марта 1908 года был утверждён почётным мировым судьей по Муромскому уезду. На 1909 год владел 213 десятинами земли в Муромском уезде. В своей усадьбе в Валово имел образцовое хозяйство, держал конный завод и картофелетёрочное заведение.
С 1918 по 1 октября 1922 года состоял на службе в Смоленском губернском земельном управлении в качестве учёного-агронома и проводил «всю текущую работу… и все возложенные на него специальные задания с полным опытом и знанием дела, с выдающейся энергией и с проявлением творческой инициативности…». В 1919 году по совместительству состоял членом Коллегии Смоленского губернского управления хозяйствами Народного комиссариата земледелия РСФСР (Губсовхоз) и заведующим Управлением Госконзаводами Смоленской губернии. В 1920 году вызывался Наркоматом земледелия в Главсосхоз для чтения курсов по луговодству. Некоторое время А. С. Брюхов числился профессором на кафедре зоотехники сельскохозяйственного факультета Смоленского политехнического института. После слияния этого института со Смоленским университетом, стал профессором агрономического факультета Смоленского государственного университета (с 1920 до ликвидации факультета 1 декабря 1922 года).
С 1929 по 1934 год работал директором Хреновского техникума коневодства в Воронежской области. Далее, опасаясь репрессий, он вместе с женой Беатрисой Яковлевной (урожденной Андерсон, имевшей британское подданство), выехал в Казахстан, где с 1934 по 1940 год проживал в местечке Джурды. Там он работал зоотехником на опытной станции по табунному коневодству. С 1940 по 1945 год проживал в колхозе имени Ленина Кирсановского района Тамбовской области, где и скончался 20 марта 1945 года на 72-м году жизни.

## Чины
- Коллежский регистратор (7 февраля 1903 года)
- Коллежский советник (февраль 1912 года)
- Почётное звание камер-юнкера (1913; в связи с празднованием 300-летия дома Романовых)
- Статский советник (1916)

## Награды
- Орден Святого Станислава 2-й степени (15 июля 1906 года)
- Орден Святой Анны 2-й степени (1910 год)
- Орден Святого Владимира 4-й степени (6 декабря 1911 года)
- Знак отличия «За труды по землеустройству» (6 мая 1913 года)